# Sistema Major de Mnemotècnia
El sistema major és una tècnica mnemotècnica utilitzada per a la tasca de memoritzar números.
El sistema funciona convertint números a sons de consonant, i posteriorment convertint aquestes consonants en paraules mitjançant l'addició de vocals. El sistema es basa en la idea que les imatges són més fàcils de recordar que els números.
Una notable explicació d'aquest sistema apareix al llibre de Martin Gardner The First Scientific American Book of Mathematical Puzzles and Diversions (El Primer Llibre Americà Científic de Trencaclosques i Diversions Matemàtiques).

## El sistema
Cada nombre és associat amb una o més consonants. Les vocals i les consonants w, h, i y no es tenen en compte (es podran fer servir com a complement per tal de formar paraules coherents). L'associació estàndard és la següent:
| Número        | Sons (IPA)            | Lletres associades                                               | Mnemotècnia i comentaris |
| ------------- | --------------------- | ---------------------------------------------------------------- | --- |
| 0             | /s/, /z/              | s, c (a Cèlia), z                                                | Zero comença amb z (i /z/). Els dos sons (/s/ i /z/) són alveolars fricatius. |
| 1             | /t/, /d/              | t, d                                                             | Tant la t com la d tenen un pal vertical, igual que el número 1. Els dos sons són oclusius alveolars. |
| 2             | /n/                   | n                                                                | La n té dues potes, com el número 2. |
| 3             | /m/                   | m                                                                | La m té tres potes, com el número 3, i s'assembla al 3 posada de costat. |
| 4             | /r/                   | r                                                                | La R s'assembla al 4 (p. ex. tenen una regió tancada i dues potes). |
| 5             | /l/                   | l                                                                | L És 50 en nombres Romans. Si obres els 5 dits de la mà, entre l'índex i el polze es forma una L. |
| 6             | /tʃ/, /dʒ/, /ʃ/, /ʒ/  | x (a xocolata), j, g (a gelat), tx (a cotxe), tj (a platja), ... | La G s'assembla al 6. Els sons formen parelles sord-sonor. |
| 7             | /k/, /ɡ/              | k, c (a carro), q, ch (a llach), g (a gana).                     | Si combinem dos 7 simètrics podem dibuixar una K. Els sons /k/ i /ɡ/ formen un parell sord-sonor. |
| 8             | /f/, /v/              | f, v                                                             | El 8 s'assembla a la f minúscula de lletra lligada. Vuit comença amb v. Els dos sons formen un parell sord-sonor. |
| 9             | /p/, /b/              | p, b                                                             | La P s'assembla al 9. Els dos sons (/p/ i /b/) fan un parell sord-sonor. |
| No assignades | /h/, /j/, /w/, vocals | h, y, w, a, e, i, o, u, ...                                      | Els sons de vocal, semivocals (/j/ i /w/) i /h/ no tenen cap número assignat i, per tant, no afecten a la traducció entre números i paraules (s'utilitzen com a ajuda per tal que sigui més fàcil trobar paraules adients). |

Utilitzar la memòria a curt termini per a recordar escenes imaginàries permet recordar grans quantitats de dígits amb facilitat, tot i que habitualment només durant una quantitat de temps curta.

Un ús habitual del sistema és la memorització de números de telèfon. Hom crearia un seguit de paraules mitjançant el mètode (preferentment formant una frase o formant un seguit d'imatges que incloguin el propietari del número), i recordaria aquesta "traducció" en lloc del número en sí.
1. ↑  Hale-Evans, Ron. Mind Performance Hacks.  Sebastopol, CA: O'Reilly, febrer 2006, p. 14. ISBN 0-596-10153-8.